# Q-max
Q-Max - Qatar (Katar)-Max je velikostni razred ladij, ki še lahko operirajo s Katarskih pristanišč za utekočinjen zemeljski plin. Natančneje gre za tankerje za utekočinjeni plin z membrano. Q-Max so s kapaciteto 266000 m3 največji LNG tankerji na svetu. Če bi plin neutekočinjen in nestisnjen bi zavzemal 161994000 m3 - 600x več.
Q-Max ladje so 345 metrov dolge, široke 53,8 metrov in visoke 34,7 metra. Ugrez je okrog 12 metrov. Ladje poganjata dva dvotaktni dizelska motorja MAN B&W 7S70ME-C, vsak s 21770 kW. Ladje imajo opremo za ponovno utekočinjenje plina, ker majhen del plina zaradi nepopolne izolacije med plovbo zavre.
Ladje so bile naročene leta 2005. Gradili sta jih južnokorejski ladjedelnici Samsung Heavy Industries in Daewoo Shipbuilding & Marine. Skupaj je bilo zgrajenih 14 ladij. 